# هارونا ایکزاوا
هارونا ایکزاوا (انگلیسی: Haruna Ikezawa; ۱۵ دسامبر ۱۹۷۵ – ) صداپیشه، خواننده، و بازیگر اهل ژاپن بود. وی از سال ۱۹۹۴ میلادی تاکنون مشغول فعالیت بوده‌است.